# Gan Le'ummi Bar‘am
Gan Le'ummi Bar‘am (hebreiska: גן לאמי ברעם) är en nationalpark i Israel. Den ligger i distriktet Norra distriktet, i den norra delen av landet.